# 高麗定宗
高麗定宗（：／ Goryeo Jeongjong；923年—949年4月13日（陰曆三月十三）），姓王，諱堯（：／ Wang Yo），字義天，是高麗王朝的第三任君主，945年10月23日至949年4月13日在位。
王堯是太祖王建的第三子，母為神明王太后劉氏，因此王堯也是第二代國王惠宗的異母弟。惠宗在位期間，王堯和弟弟王昭（即後來的光宗）受到了大匡王規的誣告，但惠宗不聽其言，反而對二人恩遇愈厚。王規謀反，惠宗並未加罪。等到惠宗病重的時候，王規又圖謀叛亂，想要擁立外孫廣州院君為王。王堯秘密與守衛平壤的鎮將王式廉合謀，王式廉率軍入開京護衛，逮捕並誅殺了王規及其黨羽。群臣遂擁立王堯繼位，是為定宗。
定宗元年（946年），定宗拜謁顯陵祭祀，並大赦天下。定宗親自供奉佛舍利，步行十里至開國寺安置。又以穀七萬石捐贈給各大寺院，置辦佛名經寶及廣學寶，以勸學法者。
二年（947年）春，定宗因為圖讖的原因決定遷都平壤，徵調壯丁在平壤建築西京王城，派侍中權直建立宮闕，勞役不息。又抽調開京的百姓遷往平壤以實其地。百姓不服，紛紛抱怨。
三年（948年）秋九月，東女真大匡蘇無蓋等人前來獻馬七百匹及方物。定宗在天德殿觀看馬匹並對其價值加以評定。忽然天降雷雨，雷擊中押物人，又擊中大殿西角。定宗大驚而倒，被近臣扶入重光殿休息，自此一病不起。於是大赦天下。同年，開始使用後漢年號。
四年（949年）春正月，大匡王式廉病逝。三月，定宗病危，召同母弟王昭入內，將皇位禪讓給了王昭，自己搬到了帝釋院居住，不久薨。史載定宗崇奉佛教，多有畏懼。而被徵調去修建西京的壯丁得知定宗薨後，都非常喜悅。
死後諡號文明，廟號定宗，葬於開京的城南，陵號為安陵。穆宗五年，加諡章敬。顯宗五年，加正肅；十八年，加令仁。文宗十年，加簡敬。高宗四十年，加莊元。諡號全稱遂稱為至德章敬正肅令仁簡敬莊元文明大王。

## 家庭

### 兄弟
- 高麗惠宗王武
- 高麗光宗王昭 四王子
- 高麗戴宗王旭 八王子
- 高麗安宗王郁

### 妻妾
- 文恭王后朴氏
- 文成王后朴氏 (文恭王后之妹)
- 淸州南院夫人金氏

### 子女
| 稱號     | 生母         | 配偶           | 備註                     |
| -------- | ------------ | -------------- | ------------------------ |
| 慶春院君 | 文成王后朴氏 | ？             | 嫡子。                   |
| 公主     | 文成王后朴氏 | 孝成太子王琳珠 | 嫁給叔父孝成太子，無嗣。 |

## 影視形象
- 김영찬 - 2000年~2002年, 《太祖王建》, KBS
- 崔宰誠 - 2002年~2003年, 《帝國的早晨》, KBS
- 柳承秀 - 2015年, 《輝煌或瘋狂》, MBC
- 洪宗玄 - 2016年~2016年, 《月之戀人－步步驚心：麗》, SBS